# الطريق الجهوية رقم 58 (تونس)

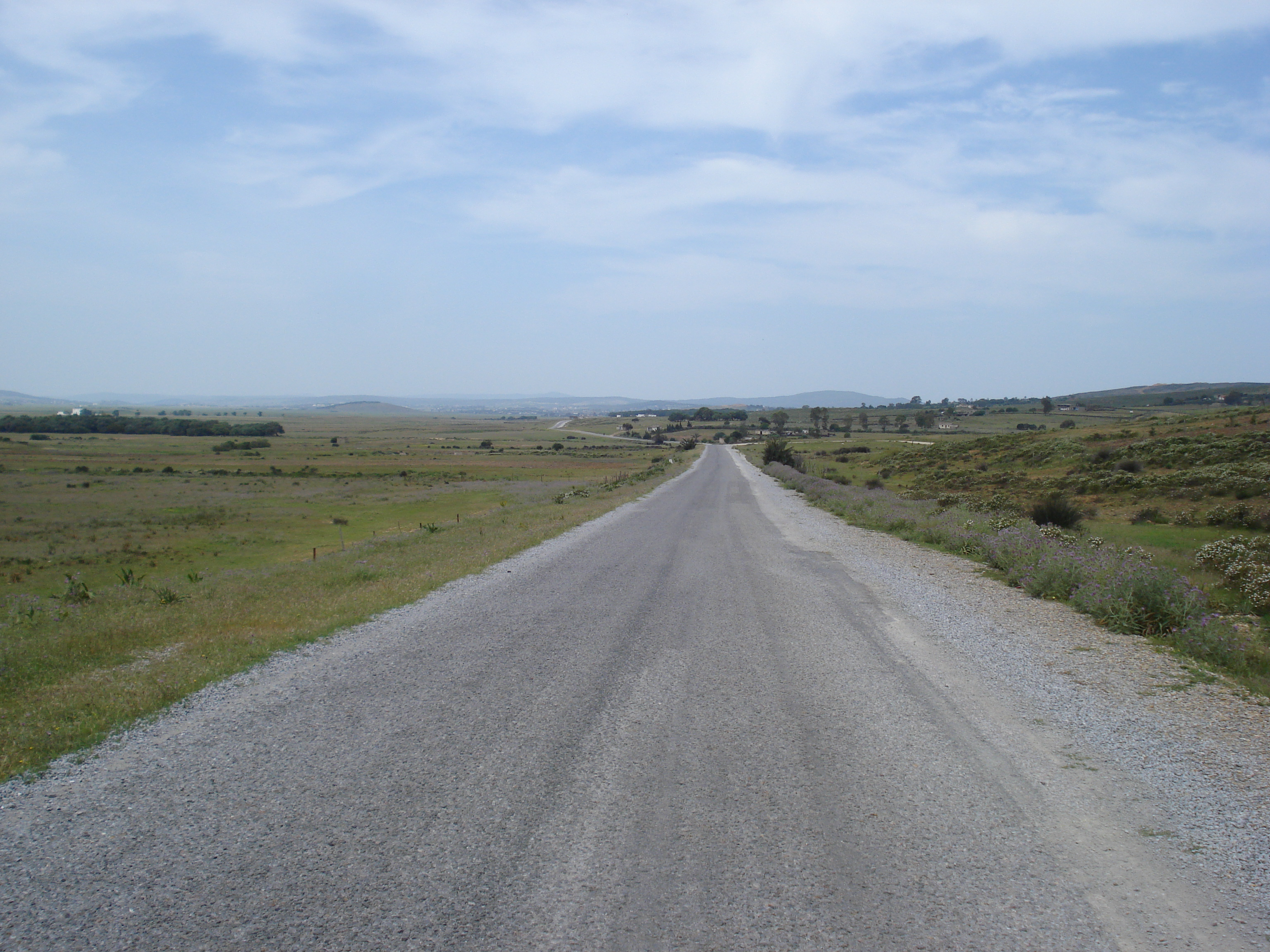
الطريق الجهوية رقم 58 قرب قرية الدحرة

الطريق الجهوية رقم 58 أو ط ج 58 طريق ثانوية تونسية تصل بين الطريق الجهوية رقم 51 والطريق الوطنية رقم 7.